# پیلکینگتون
پیلکینگتون (انگلیسی: Pilkington) شرکت خوشه‌ای بریتانیایی است، که در سال ۱۸۲۶ تأسیس شد.